# بيشلي
بيشلي (بالإنجليزية: Beichle)‏ هو أحد جبال سلسلة جبال الألب إيمينتال ويقع في كانتون لوسيرن في سويسرا. يحتل المرتبة رقم 401 في قائمة جبال سويسرا من حيث الارتفاع، إذ يبلغ ارتفاعه حوالي 1770 متر، بينما يبلغ ارتفاع نتوء الجبل 480 متر.